# Dendrochirotida
Los dendroquirótidos (Dendrochirotida) son un orden de equinodermos holoturoideos con los tentáculos muy ramificados y extensos usados para filtrar el alimento. Poseen árboles respiratorios. Algunos presentan un anillo calcáreo compuesto por numerosas piezas pequeñas o con largas extensiones posteriores. Tienen musculatura para retraer el introverto oral. La pared del cuerpo puede estar endurecido por la presencia de osículos anchos y aplanados. Viven tanto sobre fondos duros como enterrados en sedimentos blandos. La mayoría de las especies son de aguas poco profundas. Se conocen unas 550 especies en 90 géneros y 7 familias.

## Taxonomía
Los dendroquirótidos incluyen 11 familias:
- Familia Cucumariidae Ludwig, 1894
- Familia Cucumellidae Thandar & Arumugam, 2011
- Familia Heterothyonidae Pawson, 1970
- Familia Paracucumidae Pawson & Fell, 1965
- Familia Phyllophoridae Östergren, 1907
- Familia Placothuriidae Pawson & Fell, 1965
- Familia Psolidae Burmeister, 1837
- Familia Rhopalodinidae Théel, 1886
- Familia Sclerodactylidae Panning, 1949
- Familia Vaneyellidae Pawson & Fell, 1965
- Familia Ypsilothuriidae Heding, 1942

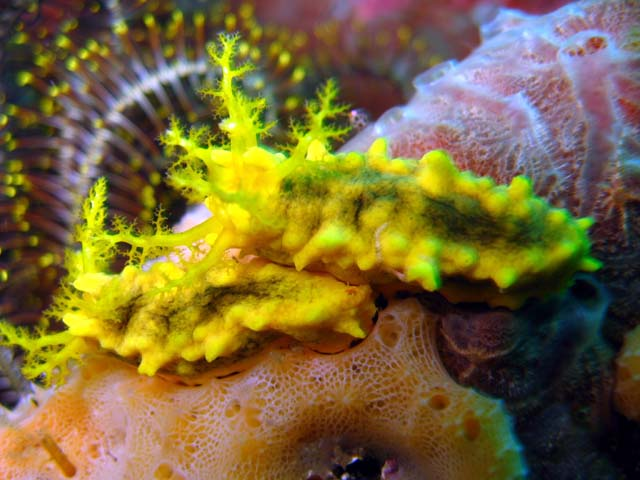
Colochirus robustus
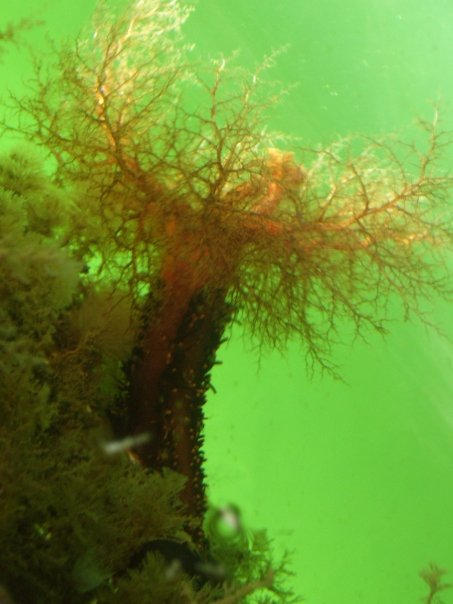
Cucumaria miniata
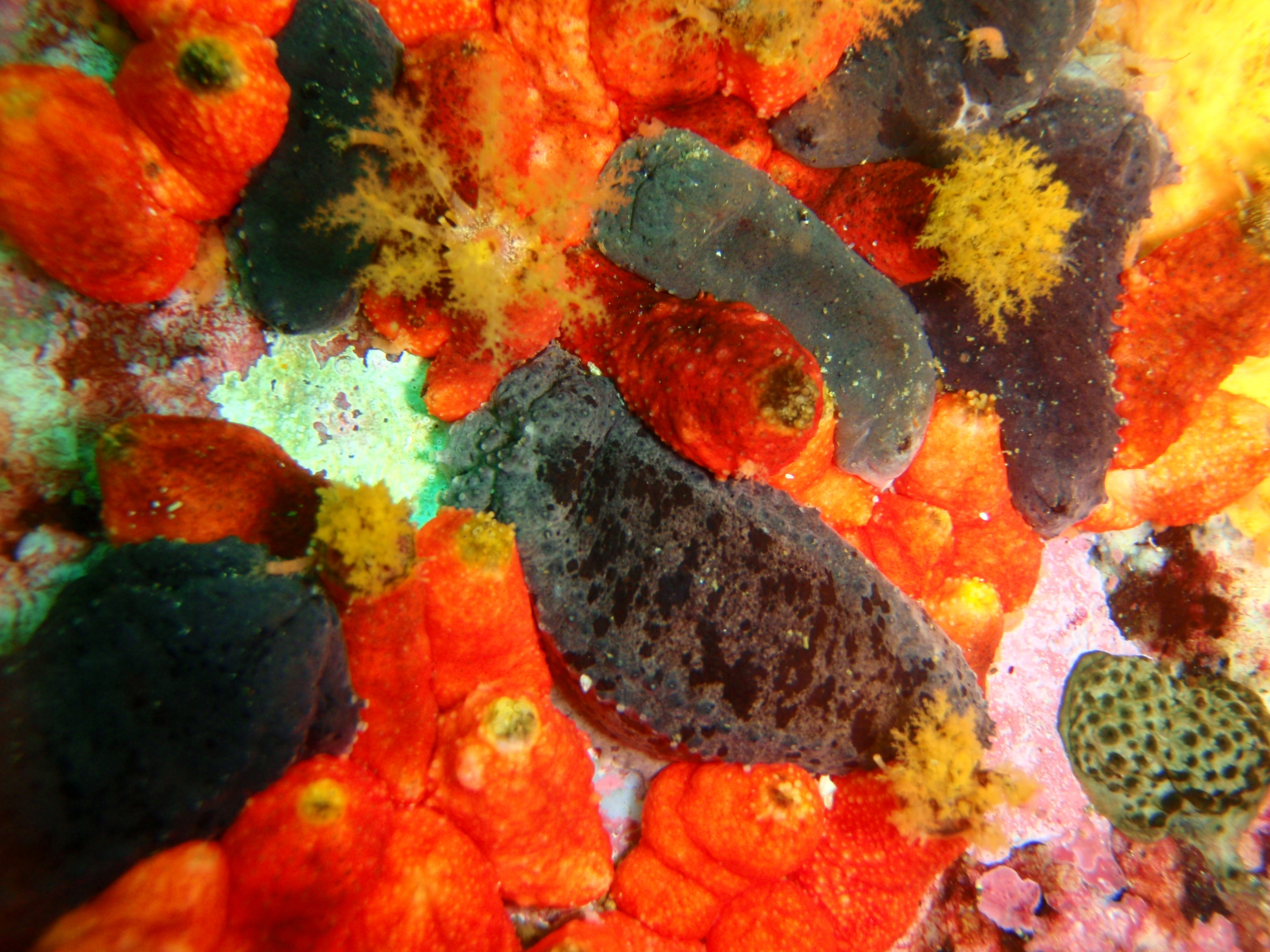
Pseudocnella insolens y Pentacta doliolum
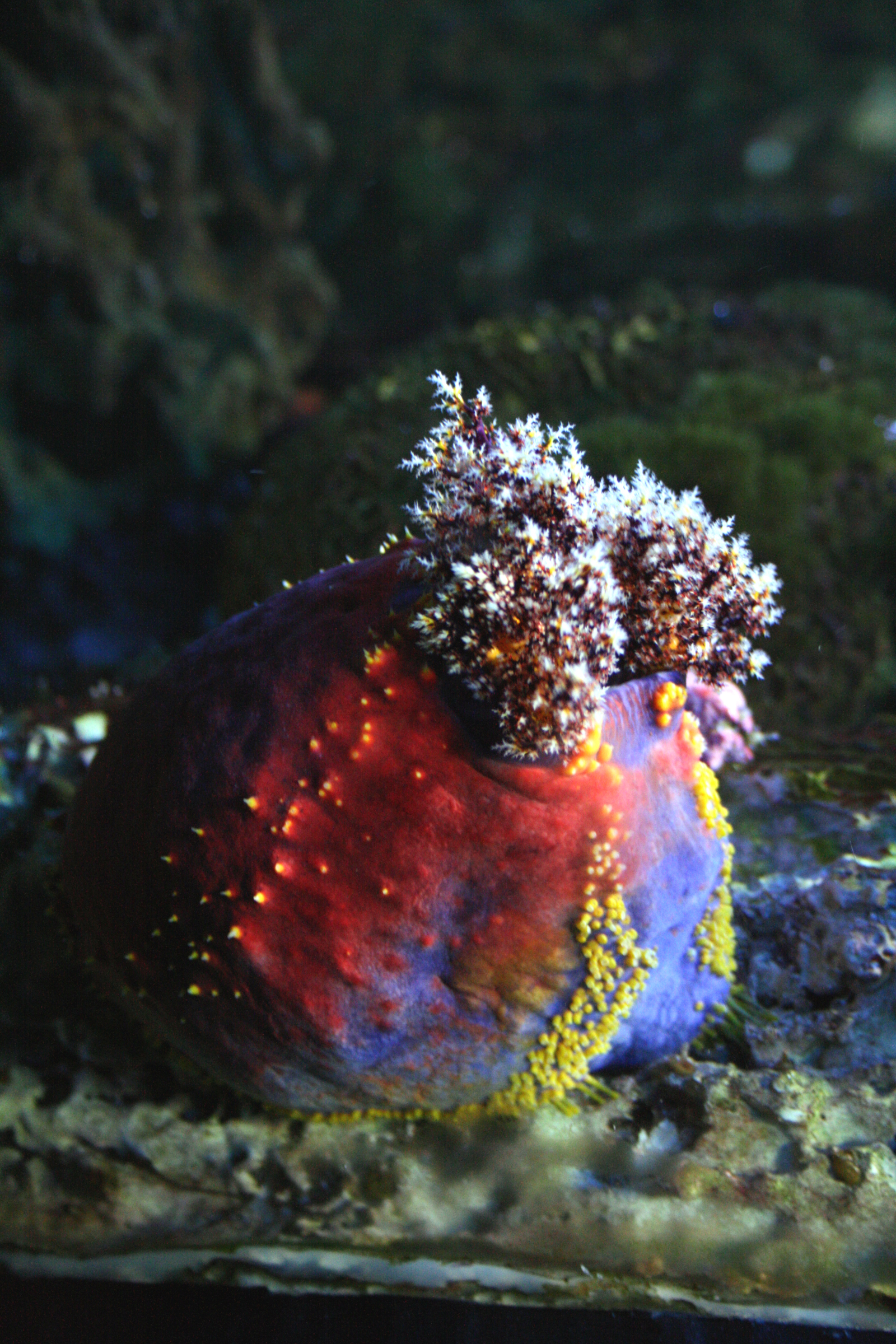
Pseudocolochirus violaceus
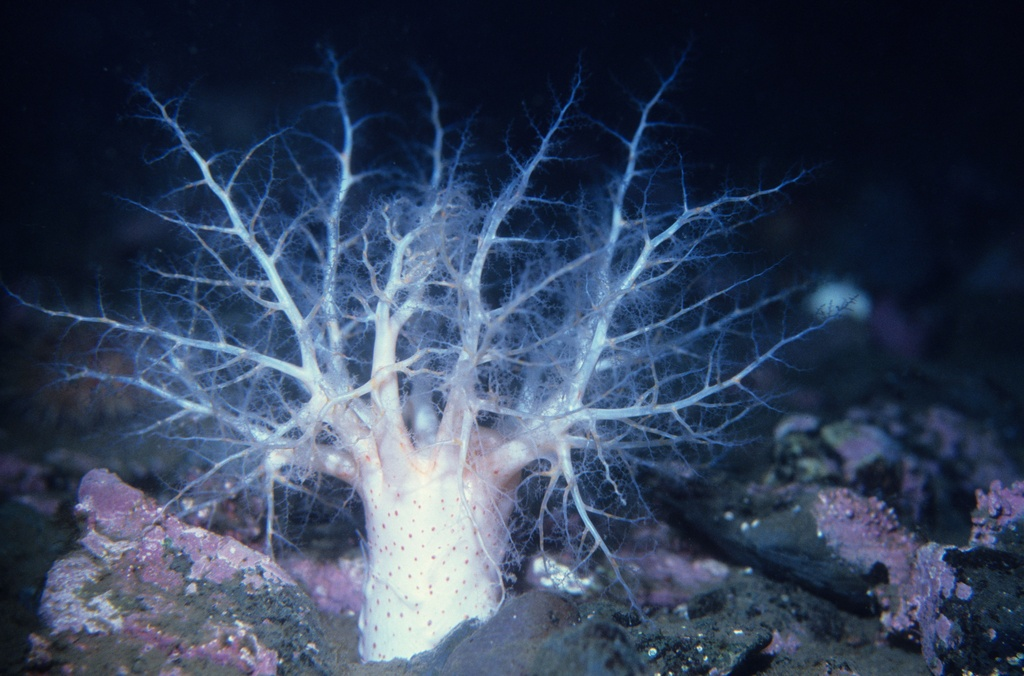
Psolus phantapus
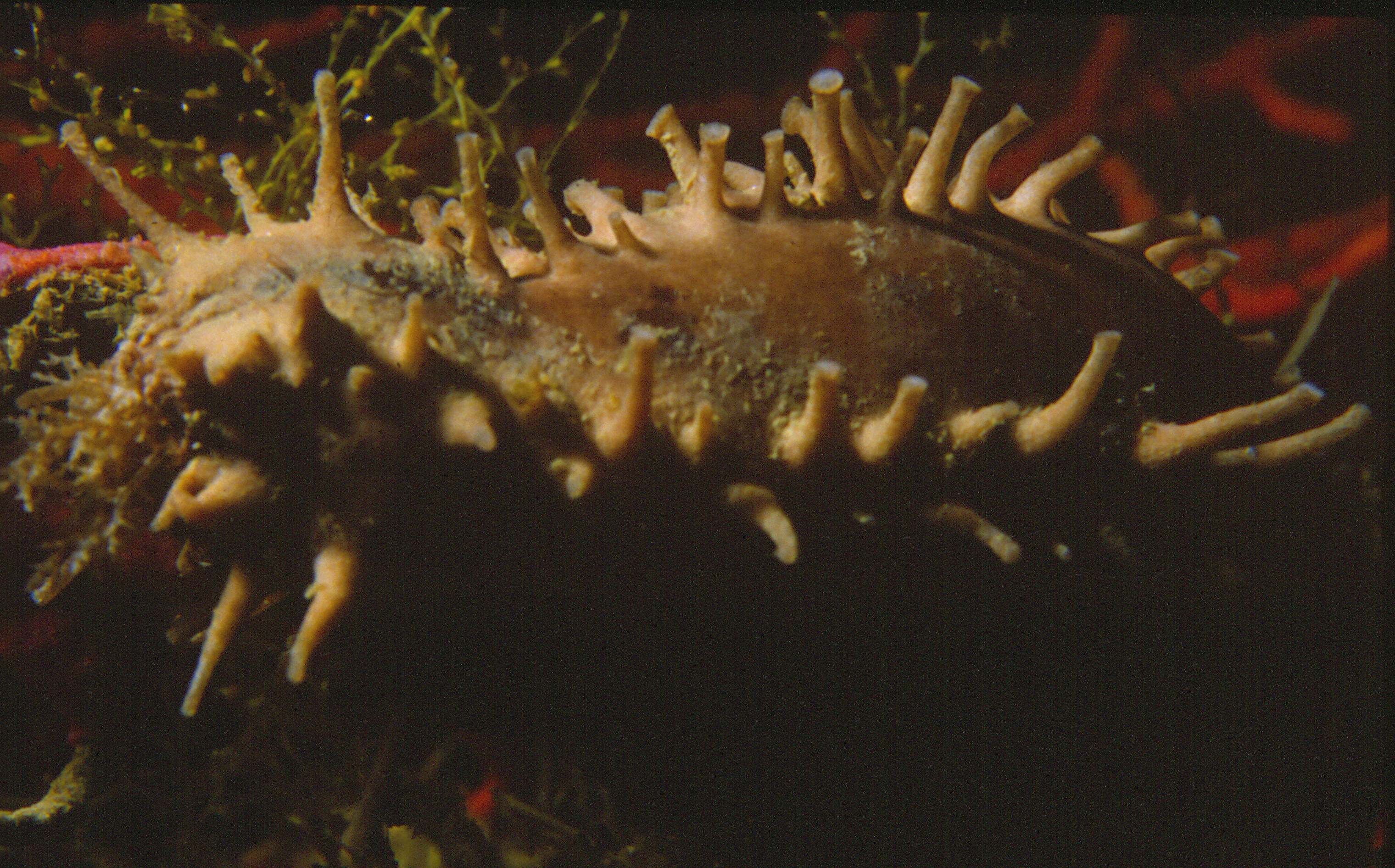
Cucumaria planci